# Jüdische Sammler in Breslau
Jüdische Sammler in Breslau  gab es in der Weimarer Republik bis zur Machtergreifung der Nationalsozialisten. Sie spielten „die wichtigste Rolle“ in der Kunstszene, weil sie es waren, die anfingen, erste Werke der Moderne in die schlesische Hauptstadt zu holen und dort auszustellen. Die jüdischen Breslauer Sammler interessierten sich insbesondere für die Meisterwerke, die von den führenden Galerien in Berlin und Paris vorgestellt wurden, womit sie laut Marius Winzeler zu den „großen Sammler[n] Deutschlands“ zählten. Karl Scheffler würdigte 1923 die jüdischen Breslauer Sammlungen ausführlich und hob ihre Bedeutung für Deutschland hervor:

„Die Breslauer Sammlungen sind der Stadt, und unmittelbar dem Reich nicht wichtig, weil sie ein Besitz sind, der sich ziffernmäßig ausdrücken läßt, sondern weil sie geistige Spannungen erzeugen und dadurch zu Bewahrern dessen werden, woran uns heute mehr als an allem andern liegen muß.“

Auch Małgorzata Stolarska-Fronia betont den Wert der jüdischen Sammler: „Jewish art collectors became the predominant promoters of new trends in art.“ Jüdische Sammler waren Ismar Littmann, Carl Sachs, Max Silberberg, Schottländer, David Friedmann, Leo Smoschewer, Emil Kaim, Hugo Kolker, Leo Lewin sowie Öttinger.

## Geschichte

### Jüdisches Sammler- und Mäzenatentum in Breslau
Zunächst erklärt Winzeler allgemein das jüdische Mäzenaten- und Sammlertum. Schon früh zählten in Breslau „erstaunlich viele Vertreter des aufstrebenden jüdischen Bürgertums“ zur Breslauer Kunst- und Kulturszene, so der „Schlesischen Gesellschaft für vaterländischen Kultur“, in der seit den 1850er Jahren jüdische Mitglieder „herausragende Positionen“ einnahmen. Die Gesellschaft war auch an der Gründung des Breslauer Museums der Bildenden Künste maßgeblich beteiligt.
1905 zählte Breslau 470.904 Einwohner; unter dem so genannten gehobenen Bürgertum betrug der Anteil der Juden mehr als ein Viertel. In den zurückliegenden 300 Jahren hatte sich der Anteil des gehobenen Bürgertums unter den Juden weit stärker entwickelt als unter der übrigen Bevölkerung, so Till van Rahden. Werner Sombart beschreibt, dass 1905 die Breslauer Juden so geschäftstüchtig waren, dass alleine sie viermal so viel Steuern zahlen konnten wie die übrige Bevölkerung. Auch Marius Winzeler erklärt, dass die jüdischen Großkaufleute Breslaus so erfolgreich waren, dass sie einen „überdurchschnittlichen Anteil“ am städtischen Steueraufkommen Breslaus beibringen konnten.
Die jüdischen Sammler zeichneten sich dadurch aus, dass sie sich als weltweit und international tätige Kosmopoliten verstanden und Interesse für Kunst hatten. Małgorzata Stolarska-Fronia erklärt, dass die jüdischen Kunstsammler Breslaus in der Zeit der Weimarer Republik vor allem Werke moderner Kunst aufkauften und ausstellten. Marius Winzeler beschreibt, dass die jüdischen Sammler und Mäzene „die wichtigste Rolle“ für die Breslauer Kunstsammlungen spielten. Die jüdischen Kunstsammlungen gelangten durch städtische Ankäufe und private Schenkungen in die öffentlichen Museen Breslaus.
Ab 1920 sind Vertreter des gehobenen jüdischen Bürgertums in vielen Vereinen und Kuratorien an exponierten Stellen zu finden. Seit 1921 gab es die "Gesellschaft der Kunstfreunde", die ihr Interesse besonders auf die zeitgenössische und moderne Kunst ausrichtete. Die Gemälde, die von der Gesellschaft erworben wurden, gelangten später als Leihgaben an das Museum der Bildenden Künste in Breslau, wo sie „wesentliche Akzente“ setzten. Seit März 1928 gab es den Breslauer Verein "Jüdisches Museum", unter dessen Ägide 1929 Erwin Hintze die außerordentlich erfolgreiche Ausstellung „Geschichte der Juden in Schlesien“ im Breslauer Museum für Kunstgewerbe und Altertümer veranstaltete.
Das jüdische Sammler- und Mäzenatentum steigerte sich in den späten 1920er und Anfang der 1930er Jahre und wurde erst durch die Machtergreifung der Nationalsozialisten gebrochen.
Heinz Braune, der von 1919 bis 1928 Direktor des Schlesischen Museums der Bildenden Künste in Breslau war, verstand es die in Breslau lebenden jüdischen Kunstsammler für das Museum zu interessieren. Mehrere jüdische Sammler Breslaus unterstützten Braune mit Schenkungen, so der damalige Breslauer Stadttheaterdirektor Dr. Theodor Loewe mit einer Zweitfassung von Bendemanns „Trauernden Juden“ und einer weiblichen Figur von Robert Bednorz. Braune erhielt von Carl Sachs eine Tiroler Gebirgslandschaft von Joseph Anton Koch, sowie eine Landschaftskizze des Breslauer Künstlers Hermann Völkerling. 1930 schenkte Ismar Littmann dem Schlesischen Museum der Bildenden Künste in Breslau zwei wertvolle Radierungen. Im November 1931 sowie im Mai 1932 schenkte Carl Sachs dem Museum der Bildenden Künste in Breslau wertvolle Stücke aus seiner Sammlung, darunter Arbeiten von Emil Nolde, Käthe Kollwitz und Max Liebermann, von denen später ein Teil als entartete Kunst beschlagnahmt wurde.
Die jüdischen Kunstsammler Breslaus wurden nach „langer Zeit des Vergessens und des Verschweigens“ wieder durch diverse Autoren öffentlich thematisiert und zusammen mit Restitutionsfällen und -problemen auch juristisch abgehandelt.

### Protagonisten des jüdischen Sammler- und Mäzenatentums in Breslau
Małgorzata Stolarska-Fronia erwähnt fünf jüdische Sammler in Breslau:

“In this era, there were five major collectors of Jewish origin, who stand out from other active Breslau art enthusiasts due to the clearly profiled nature of their collections and their persistance in creating them. Leo Lewin, Carl Sachs, Max Silberberg and Ismar Littmann, as well as Leo Schmoschewer. All had different personalities but their main interests was modern art such as Impressionism and Expressionism.”

Als „Protagonisten des jüdischen Sammler- und Mäzenatentums in Breslau“ nennt Marius Winzeler zudem Toni und Albert Neisser, Max Pinkus sowie Otto Ollendorff.
Ramona Bräu erwähnt zudem die jüdischen Breslauer Sammler Schottländer, David Friedmann sowie Öttinger.
Laut Winzeler seien die bereits erfolgten Darstellungen jüdischer Kunstsammlungen und Sammler jüdischer Herkunft keinesfalls abgeschlossen.

„Leider können bislang zu vielen überlieferten Namen aus der jüdischen Kultur- und Kunstzene im Breslau der Zwischenkriegszeit keine näheren Aussagen und Angaben gemacht werden, weshalb eine umfassende Darstellung des Sammlerwesens und Mäzenatentums noch nicht möglich ist“

jüdische Sammler in Breslau
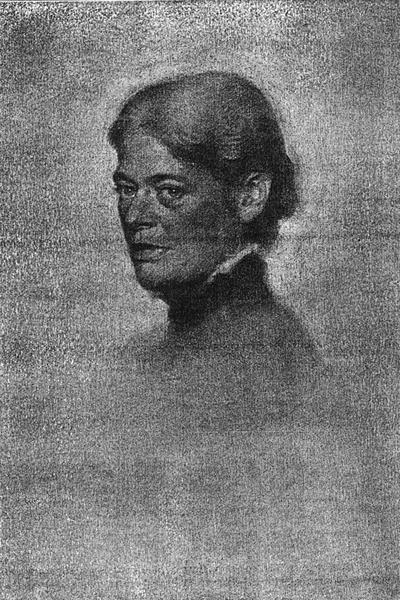
Toni Neisser (Fritz Erler)
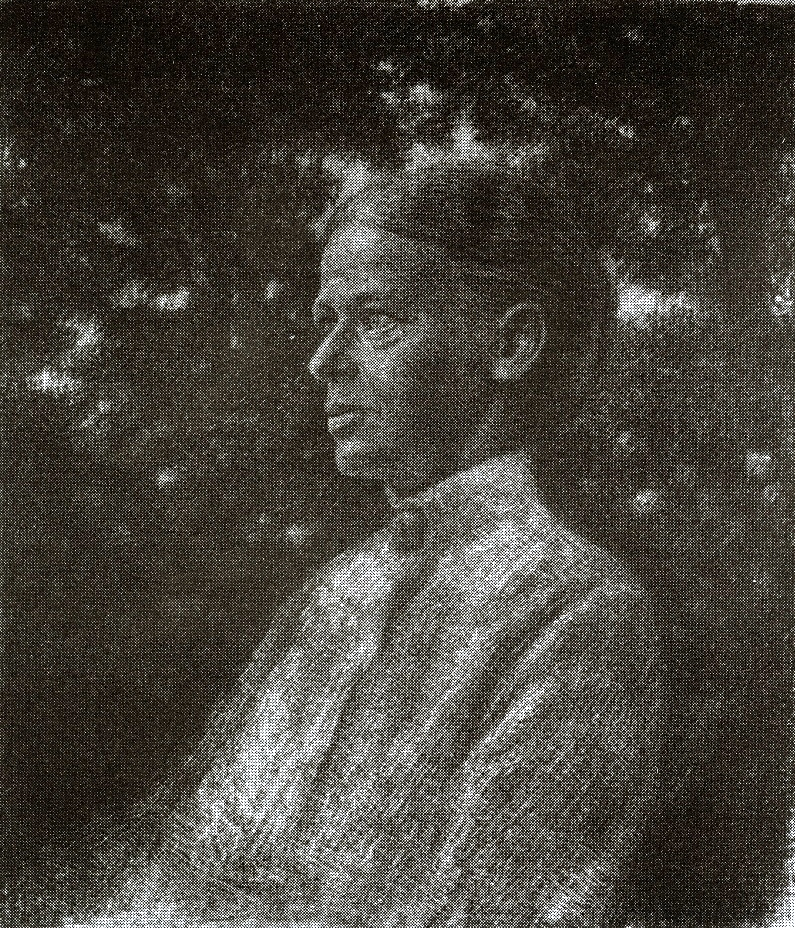
Toni Neisser (Alfred Graetzer)
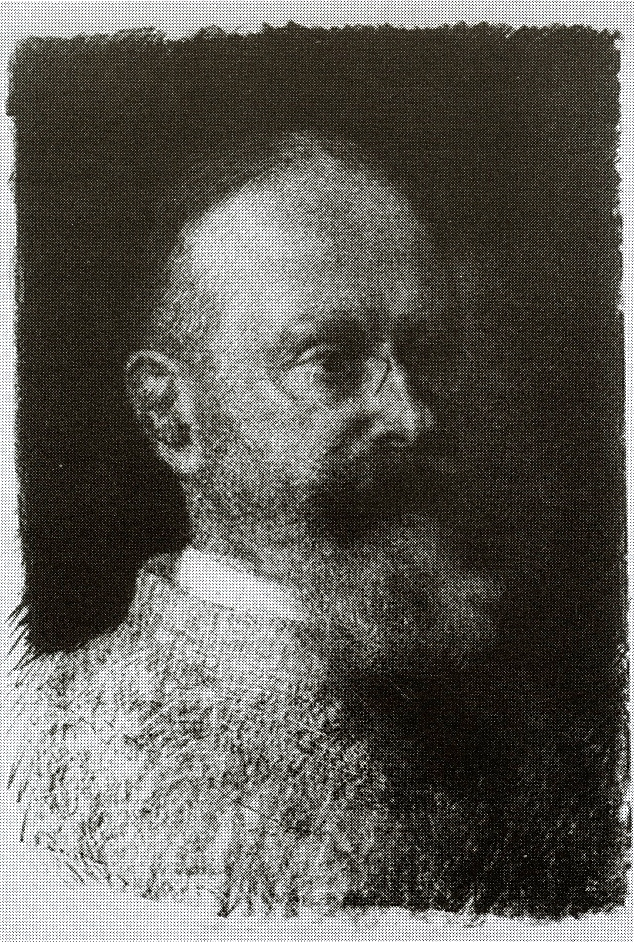
Albert Neisser (Alfred Graetzer)
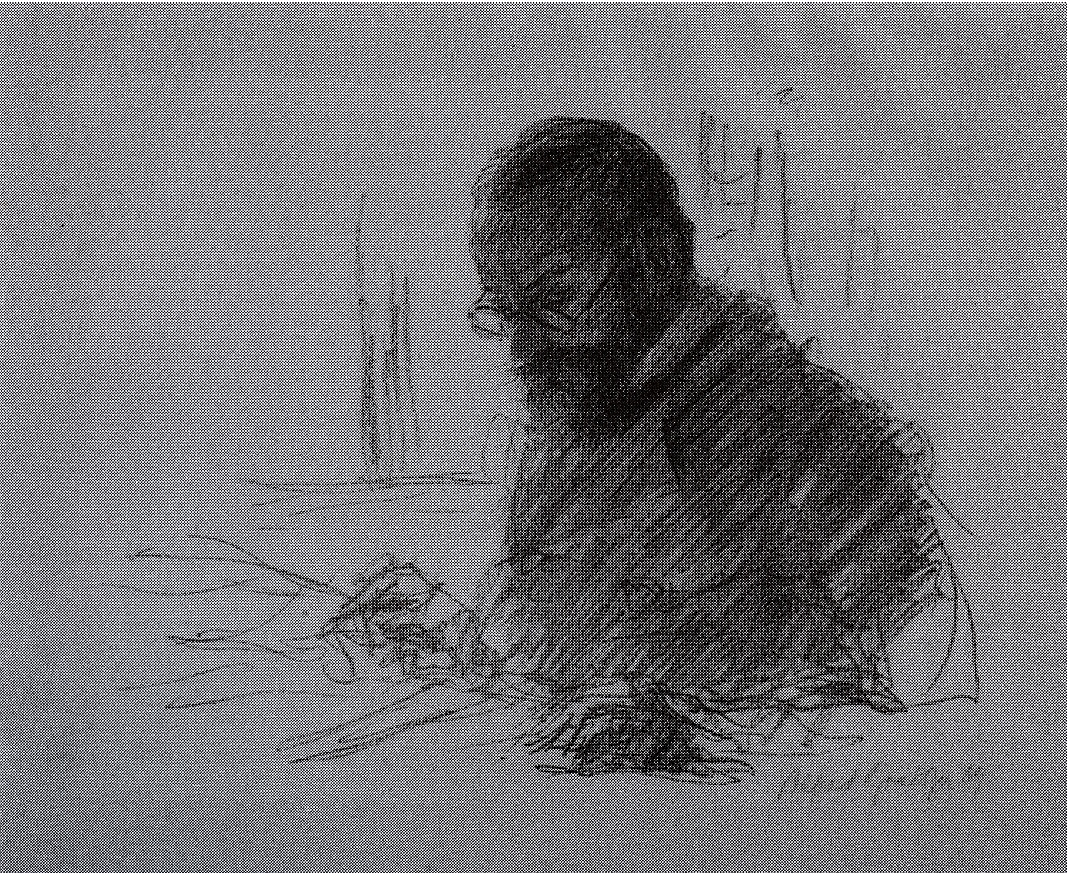
Albert Neisser (Alfred Graetzer)
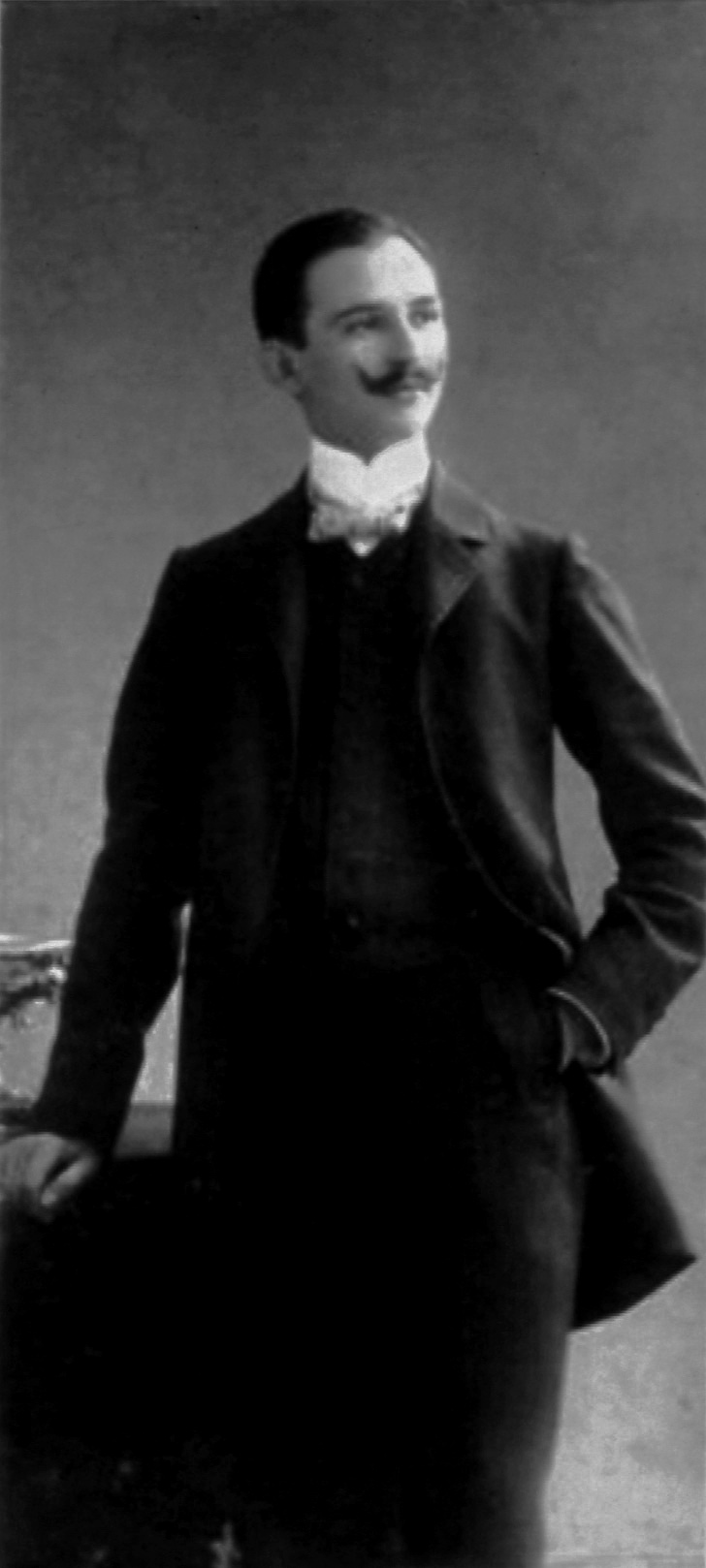
Ismar Littmann (1910)
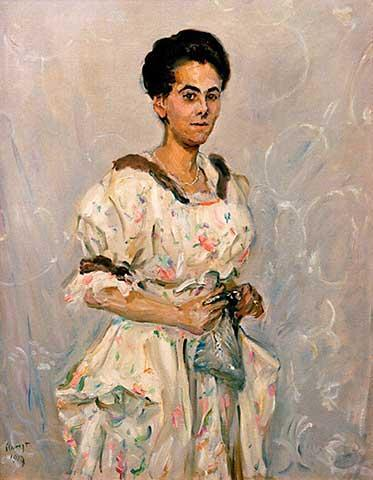
Porträt v. Helen Lewin (Max Slevogt)
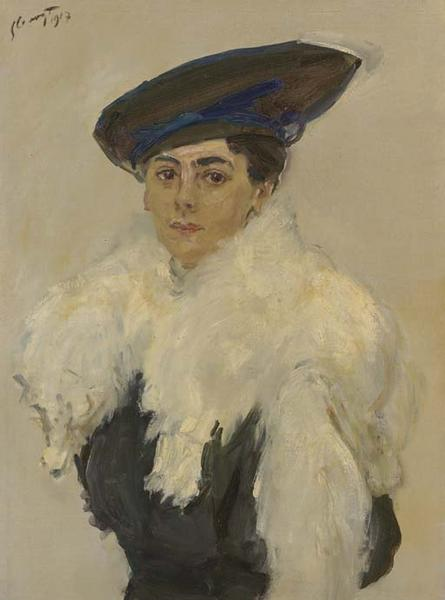
Porträt v. Helen Lewin (Max Slevogt)
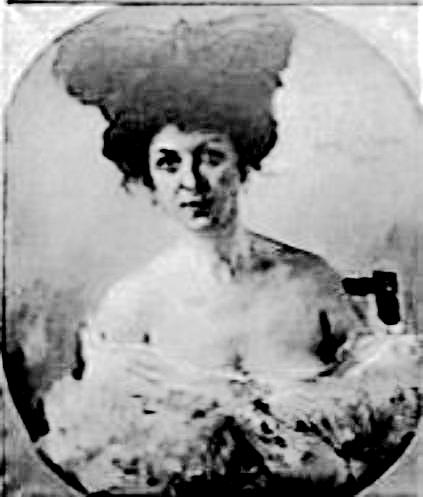
Lovis Corinth, Porträt der Elise Smoschewer, 1906
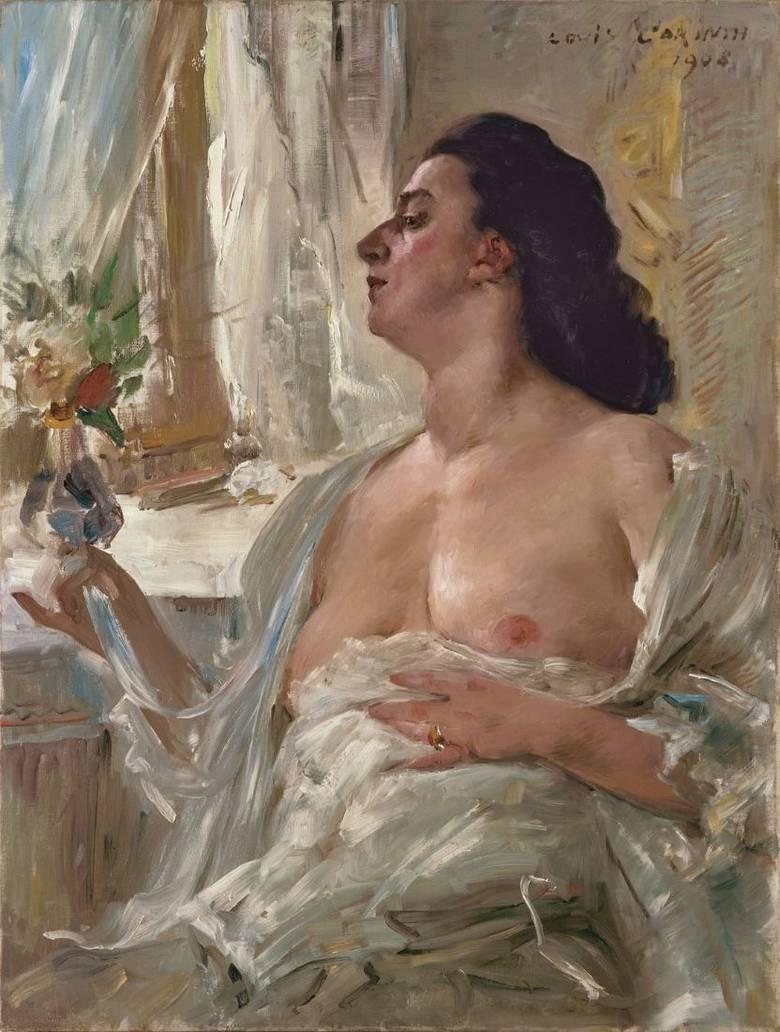
Lovis Corinth, Porträt der Elise Smoschewer, 1908

### Typus des Sammlers und Mäzen
Bei den Eheleuten Neisser stand die Schaffung der Villa Neisser als „kulturelle[s] Zentrum[…]“' im Mittelpunkt ihres Wirkens sowie die „Begründung eines kulturellen Memorials“. Dies war jedoch bei den Sammlern Lewin, Sachs und Silberberg nicht der Fall. Bei ihnen stellte der private Kunstgenuss und das Sammeln von Kunstwerken führender zeitgenössischer Künstler ein Ausgleich zu ihrer Arbeit dar. Die Auswahl der Kunstwerke war Ausdruck ihres „Selbsverständnisses als moderne Kosmopolite“. Sie interessierten sich insbesondere für die Meisterwerke, die von den führenden Galerien in Berlin und Paris vorgestellt wurden. Damit reihten sie sich unter die „großen Sammler Deutschlands“ ein. Karl Scheffler würdigte 1923 die drei Sammlungen (Lewin, Sachs und Silberberg) ausführlich und sagte:

„Die Breslauer Sammlungen sind der Stadt, und unmittelbar dem Reich nicht wichtig, weil sie ein Besitz sind, der sich ziffernmäßig ausdrücken läßt, sondern weil sie geistige Spannungen erzeugen und dadurch zu Bewahrern dessen werden, woran uns heute mehr als an allem andern liegen muß“

### Jüdische Sammler Breslaus in der Zeit des Nationalsozialismus (ab 1933)
Nach der Machtergreifung wurde der Kulturbetrieb gleichgeschaltet. Erich Wiese – der Nachfolger von Heinz Braune als Museumsdirektor – war ein Vertreter der modernen Kunst und wurde daher am 23. Juni 1933 von den Nationalsozialisten entlassen. Erst im Jahre 1934 fanden die Nationalsozialisten den Kunsthistoriker Cornelius Müller-Hofstede, der Museumsdirektor wurde und „maßgeblich und aktiv die Verwertung ehemals jüdischen Kunstbesitzes“ betrieb. 1933 wurden bereits die jüdischen Mitglieder aus den Kuratoriumslisten des Breslauer Museums entfernt und aus dem Vorstand der Kunstfreunde entlassen. Nachdem jüdische Unternehmen arisiert wurden und viele auch Berufsverbot erhielten, verlor das jüdische Bürgertum seine Existenzgrundlage und jüdischen Kunstmäzene wurden deportiert, mussten auswandern oder verstarben kurze Zeit später. Max Pinkus verstarb bereits im Juni 1934. Ismar Littmann beging im Oktober 1934 Selbstmord, Leo Smoschewer verstarb 1938, dessen Ehefrau beging im Mai 1939 Selbstmord. Max Silberberg wurde 1942 in das KZ Theresienstadt und später in das KZ Auschwitz deportiert, wo er umkam.

### Arisierung jüdischer Kunstsammlungen
Nachdem die jüdischen Kunstsammler verstorben, deportiert oder ausgewandert waren, konnte nun die „Verwertung“ der verbliebenen und beschlagnahmten jüdischen Kunstsammlungen begonnen werden.
Cornelius Müller-Hofstede und sein Kollege Sigfried Asche waren als Verwerter jüdischen Kunstgutes tätig. Sie wollten den beiden wichtigsten schlesischen Museen in Breslau und Görlitz jüdische Sammlungen zuführen. Die Mitarbeiter des Museums der Bildenden Künste in Breslau sichteten die Sammlungen Sachs, Silberberg und Smoschewer nach für das Museum interessantem Kunstbesitz und erstellten eine Übersicht über die in Betracht kommenden Stücke, und erstellten eine Aufstellung mit insgesamt 84 Kunstwerken aus der Sammlungen Sachs, Silberberg und Schmoschewer.
1935 war Leo Lewin gezwungen aufgrund von politischen und wirtschaftlichen Zwängen seine Sammlung an Max Perl in Berlin zu verkaufen.
Der Regierungspräsident Breslau übergab dem Schlesischen Museum der Bildenden Künste im Juli 1940 insgesamt elf Kunstwerke aus der Sachs’schen Sammlung darunter von Schuch, Slevogt, Thoma und Teniers im Wert von 14 900 Reichsmark aus der Sammlung Sachs.
Neben den jüdischen Sammlungen von Friedmann und Sachs war die Silberberg'sche Sammlung für Museen und Stadtregierung von „besondere[m] Interesse“. Silberberg war am 30. Januar 1940 gezwungen seinen immensen Kunstschatz an das Finanzamt Breslau-Süd zu übereignen, weil ihm zuvor nach der Vermögensanmeldung seiner Kunstwerke Steuerhinterziehung unterstellt worden war. Zudem musste er alle Verkaufserlöse an das dortige Finanzamt abgeben. Nachdem die Silberberg'sche Sammlung durch das Finanzamt Breslau-Süd besteuert wurde, bat der Regierungspräsident Breslau in einem Schreiben vom 1. Februar 1940 das Finanzamt Breslau-Süd mit der Verwertung zu warten, bis Dr. Barthel oder Dr. Gindel vom Museum für Kunstgewerbe und Altertümer Gelegenheit zur Stellungnahme gegeben wurde. Zu dieser Zeit war ein großer Teil des Silberberg'schen Kunstschatzes im Lager des Museums der Bildenden Künste in Breslau. Viele andere waren noch an dem immensen jüdischen Kunstschatz interessiert und – „der Wettlauf um die wertvollsten Stücke begann“. Der Arisierungsbeauftragte Regierungsrat von Natzmer äußerte gegenüber dem Museumsdirektor Müller-Hofstede seinen Wunsch eine Kleinbronze aus der jüdischen Kunstsammlung zu kaufen. Das Museum verzichtete dann auf sein Vorkaufsrecht und überließ die wertvolle Plastik aus jüdischem Besitz dem Arisierungsbeauftragten. Am 5. Juli 1941 versuchte Müller-Hofstede in einem Schreiben an die Regierung Breslau den wertvolleren Teil des jüdischen Kunstschatzes dem Museum der Bildenden Künste Breslau kostenlos zuzuschlagen. Dagegen legte jedoch der Oberfinanzpräsident Niederschlesien am 26. März 1942 erfolgreich Einspruch an den Regierungspräsidenten Breslau ein.

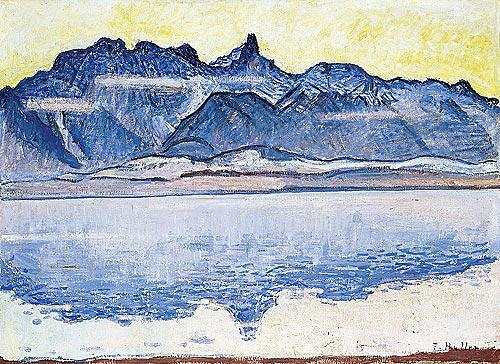
Ferdinand Hodler: Stockhornkette mit Thunersee

Die Wilhelm Perlhöfter’sche Sammlung erregte „oft genug den Besuch von Museumsdirektoren und Kunsthändlern“.
Das Großhandelsgeschäft in Kolonialwaren (Hummerei Nr. 28) von Wilhelm Perhöfter wurde am 2. April 1938 arisiert und Wilhelm unmittelbar nach dem Novemberpogrom 1938 in das KZ Buchenwald gebracht.
Die Familie trat im Rahmen der Haushaltsauflösung an Professor Hertel (Leiter der Kunstkammer für Schlesien) heran und hoffte für die Kunstsammlung eine Ausfuhrgenehmigung zu erhalten. Helene Perlhöfter wusste zu berichten, dass „Professor Hertel selbst Glasfachmann [war] und unsere Sammlung genau [kannte]. Er verlangte, dass zunächst den Musumsdirektoren die Möglichkeit gegeben werde, sich geeignete Stücke aus der Sammlung herauszusuchen. Die Museumsdirektoren kamen dann auch zu uns wählten eine Anzahl sie interessierenden Stücke aus. Für den ganzen Rest erhielten wir […] eine Bescheinigung, dass er für deutsche Kulturzwecke nicht von Interesse sei“.
Die Perlhöfters wurde am 16. Juli 1941 ausgebürgert und deren Vermögen fiel dem Reich zu. Die Lifts der Familie wurden durch die Bremer Gestapo beschlagnahmt und ein Teil des Umzugsgutes, sowie der Kunstsammlung wurden versteigert. Der Versteigererlös in Höhe von 9 421,92 Reichsmark wurde später von der Finanzkasse Bremen-Ost an die Oberfinanzkasse Breslau überwiesen.

### Verbleib der Kunstsammlungen und Restitution an die Erben in der Nachkriegszeit (ab 1945)
Das heutige Nationalmuseum Breslau (polnisch Muzeum Narodowe we Wrocławiu) hat kaum noch Zeugnisse, die an die Schenkungen und das „jüdische Mäzenatentum der Zwischenkriegszeit“ erinnern.
So waren die Breslauer Kunstsammlungen in der Nachkriegszeit in das Nationalmuseum Warschau gebracht worden. Auch vieles aus den Schenkungen an das Breslauer Museum der Bildenden Künste aus der Zwischenkriegszeit befinden sich heute im Nationalmuseum Warschau. So 10 Zeichnungen und 105 druckgrafische Blätter aus der Schenkung von Carl Sachs oder das 1920 von Silberberg dem Museum gewidmete und 1939 erzwungenermaßen übereignete Gemälde von Carl Schuch. In den Depots des Warschauer Museums lagern Werke, die von Müller Hofstede aus den enteigneten Restsammlungen Kaim, Sachs, Silberberg und Schmoschewer übernommen wurde.
In unzähligen Museen und Privatsammlungen in Deutschland, Österreich, Schweiz, Israel und den USA wurden Werke gefunden, die früher „jüdischen Breslauer Sammlern“ gehörten und ihnen weggenommen worden waren.

„Aber all dies Wissen ermöglicht doch nur eine schwache Vorstellung von der Fülle und Qualität, die den hohen Rang der Breslauer Sammlungen ausmachten.“

Einzelne Werke aus den Sammlungen Sachs, Silberberg, Smoschever sowie Littmann wurden restituiert. Die Städtischen Sammlungen in Görlitz restituierten sieben Kunstwerke an die Erben der früheren Besitzer Sachs, Smoschewer und Ollendorff (Frau mit Lilien im Treibhaus) zurück. Zudem drei Objekte, die Max Pinkus gehört hatten. Die übrigen, nachweislich aus jüdischem Besitz stammenden Gemälde, Skulpturen und Werke der Bildenden Kunst waren in der Nachkriegszeit nicht aus ihren zwischenzeitlich polnisch gewordenen Auslagerungsoren zurückgekehrt. Sie waren zusammen mit dem übrigen Auslagerungsgut – so waren 80 % der Görlitzer Sammlungsbestände aus ausgelagert worden – von den polnischen Behörden in andere Sammelstellen gebracht worden. Die wichtigsten jüdischen Breslauer Kunstgegenstände gelangten so in staatliche Museen in Warschau, Krakau und andere. Andere Gemälde erschienen später im Kunsthandel und wechselten den Besitzer. So wurde in den 1990er Jahren das Gemälde aus der Sammlung Carl Sachs, das von Wilhelm Trübner 1874 geschaffene weibliche Bildnis in einer Berliner Galerie angeboten.
In verschiedenen Fällen wurde auch bereits um Restitution gestritten.